# یواس‌اس لوی
یواس‌اس لوی ممکن است به یکی از موارد زیر اشاره داشته باشد:
- یواس‌اس لوی (دی‌ئی-۱۶۰)
- یواس‌اس لوی (دی‌ئی-۱۶۲)